# Дмитрівка (Ізмаїльський район)
Дми́трівка — село Кілійської міської громади у Ізмаїльському районі Одеської області в Україні. Населення становить 3144 осіб.
Село Дмитрівка було засноване 1821 року. В 1838 році у селі відкрито прихід, 1850-го — здійснено закладення, 1860 — освячено храм на честь Святого великомученика Димитрія Солунського та почало роботу приходське училище.
З квітня 1877 року в селі почало роботу міністерське училище, у листопаді 1880-го відкрито хлопчачу та дівчачу школи.
1892 року в селі освячено дзвіницю, котра приблизно сягала заввишки 25 метрів, де згодом знаходилося 5 дзвонів. Біля храму поховані 1904 року настоятель — священик Василь Лук'янович Стефанеско та його дружина Акилина.

## Постаті
Уродженцем села є Поляков Василь Вікторович (1991—2014) — старший сержант Державної прикордонної служби України, учасник російсько-української війни.

## Населення
Згідно з переписом 1989 року населення села становило 2992 особи, з яких 1404 чоловіки та 1588 жінок.
За переписом населення 2001 року в селі мешкало 3011 осіб.

### Мова
Розподіл населення за рідною мовою за даними перепису 2001 року:
| Мова       | Відсоток |
| ---------- | -------- |
| румунська  | 93,54 %  |
| українська | 2,35 %   |
| російська  | 1,56 %   |
| циганська  | 1,11 %   |
| болгарська | 0,38 %   |
| гагаузька  | 0,13 %   |
| білоруська | 0,03 %   |
| словацька  | 0,03 %   |